# Список керівників держав 126 року
В даній статті представлені керівники державних утворень. Також фрагментарно зазначені керівники нижчих рівнів. З огляду на неможливість точнішого датування певні роки володарювання наведені приблизно.
Список керівників держав 126 року — це перелік правителів країн світу 126 року.
Список керівників держав 125 року — 126 рік — Список керівників держав 127 року — Список керівників держав за роками

## Європа
- Боспорська держава — цар Котіс II (123-132)
- Ірландія — верховний король Конн Сто Битв (123-157)
- Римська імперія
  - імператор Адріан (117-138)
    - консул Марк Анній Вер (126)
    - консул Гай Егій Амбібул (126)
      - Британія — Авл Платорій Непот Апоній Італік Манілліан (122-127)
      - Нарбонська Галлія — Луцій Аврелій Галл (124-127)
      - Дакія — Гней Фавстін Секст Юлій Север (119-127)
      - Верхня Мезія — Гай Юлій Галл (126 — ?)
      - Нижня Мезія — Гай Бруттій Презент Луцій Фульвій Рустік (124-128)
      - Нижня Паннонія — Луцій Корнелій Латиніан (126)
      - Фракія — Квінт Тіней Руф (124-126)

## Азія
- Близький Схід
  - Бану Джурам (Мекка) — шейх Мухад I аль-Акбар (106-136)
  - Велика Вірменія — цар Вагарш I (116/117-140/144)
- Іберійське царство — цар Фарсман II Звитяжний (116-132).
- Індія
  - Кушанська імперія — великий імператор Канішка I (105-126)
  - Царство Сатаваханів — магараджа Гаутаміпутра Сатакарні (112-136)
- Китай
  - Династія Хань — імператор Лю Бао (125-144)
    - вождь племінного союзу південних сяньбі Цічжіцзянь (120—133)
- Корея
  - Когурьо — тхеван (король) Тхеджохо (53-146)
  - Пекче — король Кіру (77-128)
  - Сілла — ісагим (король) Чима (112-134)
- Персія
  - Парфія — шах Хосрой (105-129) боровся за владу зі своїм братом шахом Вологезом II (105-147)
- Сипау (Онг Паун) — Сау Кам Унг (110-127)
- плем'я Хунну — шаньюй (вождь) Тань Ба (124-128)
- Японія — тенно (імператор) Кейко (71-130)
  - Лікія і Памфілія — Марк Флавій Апер (125-128)

## Африка
- Царство Куш — цар Аритеніесбехе (108-132)